# 雷射切割
雷射切割（英語：Laser cutting）是一種使用雷射光切割材料的技術，通常用於工業製造應用，但也開始被學校、小企業和業餘愛好者使用。工作原理是透過光學系統引導高功率雷射的輸出。雷射光切割採用的雷射光是可控的單色光，強度高，能量密度大，透過光學系統聚焦可以產生巨大的功率密度。雷射光學和CNC（電腦數值控制）被用來引導雷射光束至材料表面，使高能雷射束照射在工件的被加工的地方来完成加工。商用雷射用於切割材料，使用運動控制系統根據CNC或G代碼來追蹤切割圖案。聚焦的雷射光束射向材料，材料熔化、燃燒、蒸發或被氣體射流吹走，從而留下高質量表面光潔度的切割邊緣。工業雷射切割機用於切割平板材料以及結構和管道材料。
雷射光的光強度很高，幾乎可以加工所有的金属和非金属材料，不止可以加工高硬度、高熔點材料，也可以加工脆性和柔性材料。由於激光加工是非接觸加工，工作時不需要使用金属切刀或是磨料刀具。

## 歷史
1965 年，西部電氣工程研究中心製造了第一台量產型雷射切割機，其運用為在鑽石模具上鑽孔。隨後於1967 年，英國首創了雷射輔助氧氣噴射切割金屬的技術。在70 年代初期，這項技術開始投入生產，並被應用於切割航空航天應用的鈦合金。與此同時，CO2 雷射也被用於切割非金屬材料，例如紡織品，儘管當時 CO2 雷射的功率還不足以克服金屬的導熱性。

## 方法
雷射切割有許多不同的方法，不同的類型用於切割不同的材料。

### 汽化切割
這種方法通常用於切割木材、碳和熱固性塑膠等不易融化的材料。在汽化切割中，利用聚焦光束將材料表面加熱至一定溫度，造成小孔洞形成。小孔洞導致材料對光的吸收率急劇增加，進而迅速加深孔洞。隨著孔洞的加深和材料的沸騰，產生的蒸氣會侵蝕周圍的材料，形成噴射物，進一步擴大孔洞。

### 熔化並吹氣
此方法常用於金屬材料。利用高壓氣體將熔融材料從切割區域吹出，從而降低了功率需求，無需進一步升高材料的溫度。

### 熱應力開裂
可運用於脆性材料如玻璃的切割。利用光束局部加熱和熱膨脹，從而產生裂縫，並可通過移動光束來引導裂縫，裂紋移動速度可達每秒公尺（m/s）級別。

### 矽晶圓的隱形切割
在半導體裝置製造過程中，微電子晶片與矽晶圓的分離可以透過所謂的隱形切割製程進行。這個製程使用脈衝式Nd:YAG雷射器進行操作，其波長為1064納米。這個波長非常適合電子矽的帶隙（約1.11電子伏特，相當於約1117納米）。

### 反應切削
又稱為「燃燒穩定雷射氣體切割」或「火焰切割」，是一種類似於氧氣炬切割的方法，但是使用雷射光束作為點火源。這種技術主要用於切割厚度超過1毫米的碳鋼。相對於傳統的氧氣炬切割，反應切割可以使用相對較小功率的雷射來切割非常厚的鋼板。

## 能量消耗
雷射切割的主要缺點之一是高功耗。工業雷射的效率通常介於5%到45%之間。具體而言，特定雷射的功耗和效率取決於輸出功率和工作參數。這些參數包括雷射的類型以及其與當前工作的匹配程度。對於特定的作業，所需的雷射切割功率（也被稱為熱輸入）會根據材料類型、厚度、使用的製程類型以及所需的切割速率而有所不同。
| 材質        | 材質厚度 | 材質厚度 | 材質厚度 | 材質厚度 | 材質厚度 |
| 材質        | 0.51 mm  | 1.0 mm   | 2.0 mm   | 3.2 mm   | 6.4 mm   |
| ----------- | -------- | -------- | -------- | -------- | -------- |
| 不鏽鋼      | 1000     | 1000     | 1000     | 1500     | 2500     |
| 鋁          | 1000     | 1000     | 1000     | 3800     | 10000    |
| 軟鋼        | −        | 400      | −        | 500      | −        |
| 鈦          | 250      | 210      | 210      | −        | −        |
| 木合板      | −        | −        | −        | −        | 650      |
| 硼/環氧樹脂 | −        | −        | −        | 3000     | −        |

## 生產力與切割率
生產力和切削率受到多種因素的限制，包括雷射功率、材料厚度、製程類型和材料特性。一般工業級系統（功率≥1千瓦）可以處理0.51至13毫米厚度的碳鋼金屬。相較於標準的鋸切，對於許多應用而言，雷射切割的速度快上許多，甚至可以達到三十倍。
| 材質        | 材質厚度 | 材質厚度 | 材質厚度 | 材質厚度 | 材質厚度 | 材質厚度 |
| 材質        | 0.51 mm  | 1.0 mm   | 2.0 mm   | 3.2 mm   | 6.4 mm   | 13 mm    |
| ----------- | -------- | -------- | -------- | -------- | -------- | -------- |
| 不鏽鋼      | 42.3     | 23.28    | 13.76    | 7.83     | 3.4      | 0.76     |
| 鋁          | 33.87    | 14.82    | 6.35     | 4.23     | 1.69     | 1.27     |
| 軟鋼        | −        | 8.89     | 7.83     | 6.35     | 4.23     | 2.1      |
| 鈦          | 12.7     | 12.7     | 4.23     | 3.4      | 2.5      | 1.7      |
| 木合板      | −        | −        | −        | −        | 7.62     | 1.9      |
| 硼/環氧樹脂 | −        | −        | −        | 2.5      | 2.5      | 1.1      |